# Veljko Džakula
Veljko Džakula (Pakrac, 19. ožujka 1955.) srbijanski je političar.

## Životopis
Osnovnu školu završio je 1970. godine u Pakracu, a četiri godine kasnije i srednju školu. Diplomirao je šumarstvo i inženjerstvo na Sveučilištu u Beogradu 1979. godine.
Radni vijek započeo je 1981. u Moroviću. Godine 1982. preselio se u Pakrac i radio u struci do 1986. godine. Godine 1987. postao je ravnatelj Šumarstva Pakrac, gdje je ostao do 1991. godine. U Srpskom demokratskom forumu djelovao je od 1995. godine. Prvo je obnašao dužnost glavnog tajnika, a 1997. postao je predsjednik Upravnog odbora.

### Politička karijera

#### Republika Srpska Krajina
U politiku je ušao 1990. godine. U lipnju iste godine osnovao je odbor Srpske demokratske stranke u Pakracu, zatim postao predsjednik Regionalnog odbora SDS-a za Slavoniju, Baranju i Zapadni Srijem te član Glavnog odbora SDS-a. Od izbora 1992. bio je potpredsjednik Vlade Republike Srpske Krajine. Radio je na normalizaciji odnosa s Republikom Hrvatskom, a bio je i potpisnik Daruvarskog sporazuma 1993. godine. Nakon potpisivanja Sporazuma suspendiran je sa svih dužnosti, što je kulminiralo sukobom s Milanom Martićem i Milanom Babićem. Zbog toga je neko vrijeme proveo u zatvoru u Glini.

#### Hrvatska
Na šestim parlamentarnim izborima 2007. godine, zajedno sa Svetozarom Livadom, predstavljao je listu Zajednice Srba u Republici Hrvatskoj u 12. izbornoj jedinici. Na izborima je osvojio 4 % glasova.
Osnivanjem Demokratske stranke Srba u kolovozu 2009. izabran je za predsjednika programskog vijeća. Sa svojom strankom i uz podršku Srpske narodne stranke i Nove srpske stranke kandidirao se za predsjednika Republike Hrvatske na predsjedničkim izborima 2009./2010., prikupivši 10.557 potpisa građana. Povukao je kandidaturu prije prvog kruga izbora.
Bio je jedan od osnivača Koalicije "Srpsko jedinstvo" krajem 2010. u Virovitici. Na izborima za zastupnike u Hrvatski sabor 2011. godine predstavljao je stranku na listi Koalicije srpskih stranaka u 12. izbornoj jedinici, gdje je osvojio 16 % glasova, što nije bilo dovoljno za ulazak u Sabor.
Povodom 17. obljetnice operacije Oluja, na Dan pobjede, 5. kolovoza 2012., prisustvovao je proslavi u Kninu, postavši tako prvi Srbin i predstavnik Srba iz Hrvatske na toj proslavi. 

## Svjedočenje na Haaškom sudu
Na Međunarodnom kaznenom sudu za bivšu Jugoslaviju u Haagu, početkom 2006. svjedočio je kao svjedok optužbe protiv Milana Martića, posljednjeg predsjednika tzv.Republike Srpska Krajina.